# 16269 Merkord
A 16269 Merkord (ideiglenes jelöléssel 2000 JP44) a Naprendszer kisbolygóövében található aszteroida. A LINEAR projekt keretében fedezték fel 2000. május 7-én.